# سكرابد برنسس
الأميرة المهجورة (سكرابد برنسس - Scrapped Princess) هي رواية يابانية بواسطة إيتشيرو ساكاكي ورُسمت بواسطة ناكايوهي موغادان، رسام معروف برسوماته الداوجين للبالغين. في عام 2003، تم تبني الرواية إلى مسلسل من إنتاج Bones. تم تصميم الشخصيات بواسطة تاكاهيرو كوموري المعروف بتصميمه لشخصيات مسلسل Cowboy Bebop.
المسلسل معروف بجودته العالية للرسوم والموسيقى أيضاً، التي ألفها ماسومي إيتو. يبدأ المسلسل بالخيال العالي ثم على مرور الحلقات يبدأ بسرعة إلى درجات متفاوتة بخلط عناصر الرهبة والخيال العلمي من خلال تطبق القانون الثالث عشر لـكلارك. يطغى على جو المسلسل النغمات الحزينة إلا أن الشخصيات سطحية وحيوية.
تم توزيع المسلسل الولايات المتحدة الأمريكية بواسطة Bandai للترفيه. وتم تبنيه إلى مانغا بواسطة Tokyopop. تحتوي المانغا من ثلاثة مجلدات التي لا تحتوي على شيء من حبكة للمسلسل. الأشياءالوحيدة المشتركة بين المسلسل والمانغا هي الشخصيات الرئيسية، فكرة الأميرة المنفية، و«المواسر فيث» التي يهربون منها. إضافة، لقد تم ترجمة الرواية إلى اللغة الإنجليزية بواسطة Tokyopop.

## القصة
القصة تدور حول فتاة تبلغ من العمر 15 عاما، ولدت مع توأم في داخل عائلة ملكية في مملكة Leinwan
وبعدها تم التخلي عنها في طفولتها بعد أن تم التنبأ من قبل الكاهن بأنها ستكون السم الذي سيدمر العالم عندما تشرق الشمس في عيد ميلادها ال16 وكنتيجة رميت من حافة منحدر عالي وهي طفلة، اعتقدوا بأنها ماتت ولا أحد ظن بأنها ما تزال على قيد الحياة حتى عيد ميلادها ال 15 حيث اتضح بأن حارس البلاط الملكي انقذها وتبنيت من قبل عائلة Casull من عامة الشعب. تسافر مع اخويها بالرضاعة Shannon & Requl والذين أصبحوا حراسها الشخصيين الذين يقومون بحمايتها من الناس التي تخاف من التنبؤ بأنها ستكون السبب في دمار العالم ولهذا السبب أطلق عليها (الأميرة المهجورة).

## الشخصيات
Pacifica Casull
أداء الصوت: فوميكو أوريكاسا (ياباني)، كاري والغرين (إنجليزي)
هي الأميرة المهجورة. أُلقيت الأميرة من فوق هاوية عندما كانت مجرد طفلة رضيعة. عندها، تم إنقاذها من قبل عائلة "Casull" وتم تبنيها كإبنتهم. مع شعرها الأشقر وعينيها الزرقاوتان، تبرز صورة أخرى من والدتها. طبيعتها لا توحي بأي شيء غريب يسيء بالأمور. الأميرة شابة وبريئة بالرغم من كل ما يجري حولها. تتسائل "Pacifica" حول المعاناة ولماذا هي السبب في ذلك وبعدها تلقي اللوم على نفسها. تم التنبأ مسبقاً بأنها ستدمر العالم عندما تبلغ السادسة عشر. "Pacifica" تشبه تماما "Sillia Mauser" (باستثناء شعر Sillia الأسود والارتفاع في القامة). Sillia هي المتنبئة التي كانت عنصر مهم في حرب التكوين. "Pacifica" فتاة سعيدة ولديها نظرة منفتحة في الحياة والتي بالتالي تجعل من هؤلاء الذين يتمنون قتلها أن يتسائلوا عن مدى صحة النبؤة. قبل 5000 سنة، بينما كان البشر يخسرون الحرب ومن ثم ينقرضون، قام البشر المتبقين من وضع خطة ليكسروا العالم المختوم عن طريق حساب بقايا الخلايا لجعل Providence Breaker-Pacifica- التي ستقاوم التحكم بالعقل وتدمر كل ما يتعلق بالنظام الذي يقيد البشرية.
Shannon Casull
أداء الصوت: شينيتشيرو ميكي (ياباني)، كريسبن فريمان (إنجليزي)
الابن الأوسط لعائلة "Casull" وقد رأى الضوء بعد أن تم تبني "Pacifica". يتمتع "Shannon" بمهارة استخدام السيف ولقد أقسم على أن يحمي "Pacifica" مهما كانت الصعاب وهو مخلص جداً لها رغم أنه يتشاجر معها كثيرا. هو شخصٌ محافظ وهادئ بالرغم من جميع الصعوبات التي تواجه العائلة. بعدها، تندمج قواه مع تلك التي تدعى «زيفيريس» ليصبح بما يسمى ب "D-Knight" والتي بالأغلب اختصار إلى «الفارس الأسود» نظراً لاستخدامه للسحر. "Shannon" يشبه سيد «زيفيريس» السابق «بيكنم ماوسر» طبقاً للهندسة الوراثية التي استخدمت لخلقه. وكذلك «Pacifica وRaquel».
Raquel Casull
أداء الصوت: سياكا أوهارا (ياباني)، بريدجت هوفمان (إنجليزي)
هي أكبر طفلة من عائلة Casull والتي تصنف من ضمن «مستخدمي السحر». باستطاعها أن تنفذ السحر بقوة وبسرعة فائقة. احتلت Raquel مرتبة الأمومة بالنسبة للأميرة المهجورة، إختها بالتبني، وهي تتعامل دائماً بمنطقية وبلطف.
Leopold Scorpos 
أداء الصوت: تاكاشي كوندو (ياباني)، يوري لوينثال (إنجليزي)
الابن الأول للدوق «سكوربوس» والوريث الوحيد لممتلكات أبيه. لديه طموح كبير بأن يصبح فارساً مغواراً ينقذ اليائسين من الأسى وأن يجلب العدالة إلى العالم أجمعه. للأسف، أمام «ليو» محنة طويلة حتى يحقق طموحه. أثناء رحلته، يرى بأن مجموعة من قطاع الطرق يضايقون عائلة "Casull". استعد «ليو» للمواجهة رافعاً سيفه، وبشجاعةٍ تقدم من أعلى التلة ممتطياً حصانه النبيل «بارابيلم» حتى يعاون عائلة "Casull". من سوء حظه، وأثناء محاولته للمساعدة، يلقي «ليو» نظرة خاطفة على "Pacifica" جثى على ركبيه وتقدم للزواج منها.
بينما هو في صراع مع نفسه ليتحقق من معنى الفروسية وما هو معنى أن تكون فارساً مثالياً، يقرر «ليو» أن ينضم إلى "Pacifica" ليقاتل إلى جانبها ويحميها.
Christopher Armalite/Bailaha 
أداء الصوت: تاكاهيرو ميزشيما (ياباني)، ستيف ستايلي (إنجليزي)
«كريستوفر» هو قائد جيش النخبة "Obstinate Arrow" (السهم المستعصي. حاول في السابق أن يقتل الأميرة المهجورة وأن يختطف «وينيا تشستر» ليخطط لمقلب حتى يحوز على انتباه "Shannon" و"Raquel". يُهزم بعدها في مبارزة بواسطة "Shannon"، المعروف بمهارته في استخدام السيف، الذي حافظ على حياته مقابل أن لا يُري «كريستفور» وجهه مرةً أخرى. بعدها، من أجل أن يستطيع أن الوصول إلى مصادر القلعة، تم تبنيه من قبل البارونة «بيلاها». «كريستوفر» يمث دور الشخصية المضادة النبيلة والتي تسمى بالأنجليزية (Antagonist). مع تقدم المسلسل، ينضم «كريستوفر» إلى "Pacifica" ليقاتل إلى جانبها.
Winia Chester
أداء الصوت: أياكو كاواسمي (ياباني)، ميشيل راف (إنجليزي)
«وينيا» فتاةٌ منطوية ومتوحدة تعمل في أحد الاستراحات. تم تربيتها من قبل عمها من دافع بعد موت أبويها. أمضت وقتاً وأصبحت صديقة "Pacifica" وهي من المرات القليلة التي ابتسمت وضحكت فيها منذ أن قُتل والديها. بعد أن إختطفها «كريستوفر»، شخصية "Pacifica" كونها الأميرة المهجورة كُشفت لها. بالرغم من ارتباكها، صداقتها مع "Pacifica" لم تتحطم.
Zephiris
أداء الصوت: كاوري ميزوهاشي (ياباني)، كاثرين هيجين (إنجليزي)
هي مخلوق روحاني قوي للغاية وهي مثل ال"Peacermakers" (صانعوا السلام)، أي أنها سلاحٍ ذو ذكاء اصطناعي تم إنشاءه أثناء حرب التكوين. «زيفيريس» هي آخر التنانين في عالم "Providence" والتي تعمل بشكلٍ جيد. في بداية المسلسل، «زيفيريس» تتجسد في الهواء مرشدةً "Pacifica" كيف أن تهزم تنين آخر على شكل ضفدع. يرمز إلى التناين في المسلسل باسم "Dragoon". في البداية، يبدو بأن «زيفيريس» ترشد عائلة "Casull" إلى الطريق الصحيح وتعطيهم معلوماتٍ عن القتلة المأجورين الذين يريدون أن يقتلوا الأميرة المهجورة، إلا أنها، مع تقدم الحبكة، تُكتشف بأن لديها أجندة خاصة.
Fulle/Furet
أداء الصوت: كاتسيوكي كونيشي (ياباني)، ليام أوبراين (إنجليزي)
يظهر "Fulle" بعد السحر "Ginnungagap" الذي جلب المد والجزر المدمر. بعد أن تم التخلص من الأميرة لكونها «السم الذي سيدمر العالم»، "Fulle" هو الشخص الوحيد الذي رأته "Pacifica" وأملت أن يتعرف عليها. مات "Furet" من أجل أن يعرقل من حركة عدة جنود والذين كانوا يحاولون الوصول إلى "Pacifica". غطت السهام معظم جسده حتى عجز عن القتال ومات.

## مصطلحات مهمة
حرب التكوين | Genesis War
وقعت منذ 5000 سنة حيث كان الجنس البشري في حرب واسعة النطاق بين مخلوقات من مختلف أشكال الحياة. بدلاً من القضاء تماماً على البشرية، إتصل الغرباء بامرأة والتي بدورها خانت البشرية لمحاولة إنقاذ يائسة أحبائها. هذه الخيانة اقتصرت على البشر بأن يعيشوا في عالم اسمه «سلة المهملات» (Dust Bin). من غير المعروف ما إذا كان هنالك من نجى من الحرب والخروج من العالم «المختوم» لأنه في الحلقة الأخيرة يظهر مشهد حيث هنالك أوامر بإخلاء كافة اسفن المتبقية إلى «الفضاء الخارجي».
الوصي | Guardian
الشخص ذو السمات الوراثية القادرة على سحب قوة أكبر لحماية الأميرة المهجور "Pacifica". العديد من الشخصيات تمتلك هذه السمات ومنهم "Shannon" و"Winia" و"Raquel".
إيمان الماوسر | Mauser Faith
هو الدين المهيمن في المسلسل يُستخدم في عالم "Providence" للسيطرة على البشر وأعمالهم كما أنه يُعتقد بأن التحكم بالعالم هي إرادة الإله. اللورد «ماوسر» (الاسم الحقيقي «سيليا ماوسر») هي في الحقيقة المتنبأة التي خانت البشرية خلال حرب التكوين واوصدت البشرية في عالمٍ مغلق حتى لا ينقرضوا. فعلت هذا من أجل محاولة إنقاذ يائسة لأخيها وأختها ولكن الأوان قد فات حيث أن أخيها وأختها قد ماتا. الآن هي تتحكم في النظام وفي قدر البشر. جسدها لا زال باقياً رغم مرور 5000 عام على الحرب وهي من اصدر «نبؤة غريندل» التي تقتضي بأن "Pacifica" هي «السم الذي سيدمر العالم».
صانعوا السلام | Peacemakers
هي مجموعة من الأشخاص الذين لديهم قوة هائلة والذين يفترض بأنهم من يهتموا بالعالم. يعرفهم البشر باسم «حراس الكون» أو «ألهات العالم». بلإضافةَ إلى ذلك، «صانعوا السلام» دائما ما يكونوا وحشيين ولا يوخزه ضميرهم عندما يقتلون. عندما قال "Shannon" إلى "Cz" ذات مرة «بأنكِ تبدين كالبشر، تمشين وتتصرفين كالبشر، لكنكِ تتلفظين بأشياء غير لائقة حيث لا يوجد أحد من البشر يمكنه قول ما قلتي».
الممظهر الخارجي ل«صاتعوا السلام» مأخوذ على شكل بشرٍ جذابين، لكن شخصيتهم من الداخل مفرطة بالقسوة. هدفهم السائد هو القضاء على الأميرة المهجورة إلا أنه ليس باستطاعتهم مهاجمتها مباشرةً مما قد يطلق قوة "Pacifica" الكامنة التي بإستطعتها القضاء على «صانعوا السلام». يقال بان البشر لايمكن لهم أن يخالفوا إرادة «صانعوا السلام» باستثناء "Pacifica" التي يمكنها ذلك.

## وصلات خارجية
- سكرابد برنسس على موقع ANN manga (الإنجليزية)